# انگور تاهیتی
انگور تاهیتی (نام علمی: Phyllanthus acidus) نام یک گونه از راسته مالپیگی‌سانان است.